# Neuchâtel (cantão)
O Neuchâtel (em alemão Neuenburg) é um cantão da Suíça. Seu nome oficial é "República e Cantão de Neuchâtel" e tem como capital a cidade de Neuchâtel. Está situado na parte ocidental do país, na cordilheira do Jura que faz de fronteira com a França. 
A Catedral de Neuchâtel é conhecida como la Collegiale, e situa-se na parte ocidental da cidade. Na parte Sul fica o lago de Neuchâtel um dos maiores lagos do país que tem ligação com mais dois outros, o de  Bienna e o de Morat .

## Situação
O Cantão de Neuchâtel está dividido em 6 distritos que formam as quatro regiões do cantão:
- Região do Litoral; é formada pelo distrito de Neuchâtel e o de Boudry, junto ao lago
- Região do Val-de-Ruz
- Região do Val-de-Travers
- Região das montanhas de Neuchâtel; é formada por La Chaux-de-Fonds e pelo Locle, a um altitude por volta dos 1000 m

## História
Os primeiros camponeses e pastores são originários da bacia do Mediterrâneo, contriamente aos do Cantão de Schaffhausen que chegaram à Suíça subido o curso Danúbio. Em diversos sítios da região foram encontrados vestígios do século V a.C. que ficaram conhecidos como civilização de Cortaillod, cujos homens começaram as construir aldeias, a cultivas os cereais e a fabricar a cerâmica. Estas descobertas foram feitas quando da correcção das águas do Jura - um enorme trabalho para refazer a hidrografia da região dos três lagos; Neuchâtel, Morat e Bienne - no sítio que Tène e que deu o nome à Cultura de La Tène e que mostrou a importância do local para as transacções entre o rio Ródano e o rio Reno.
O nome de Neuchâtel aparece pela primeira vez em 1011 num acto de dotação de Rodolfo III da Borgonha. No segundo milénio a história deste local está intimamente ligado ao da Europa. Desde 1531, Guilherme Farel espalha a Reforma Protestante no cantão, e com a Revogação do Édito de Nantes o cantão viu uma chagada em número de protestantes, principalmente de huguenotes.
Quando em 1707 morre Maria de Nemours, Neuchâtel escolheu como suserano o Rei da Prússia, pois poderiam manter melhor a sua independência com um rei que não estava às portas como os de França. Assim, o território pertenceu sucessivamente aos borguinhões e aos prussianos. Em 1815, ainda vassalo do Rei da Prússia, os Neuchâtelois juntaram-se à Confederação Suíça e obtiveram finalmente a sua independência depois da Revolução de 1848 .